# 게일 고든

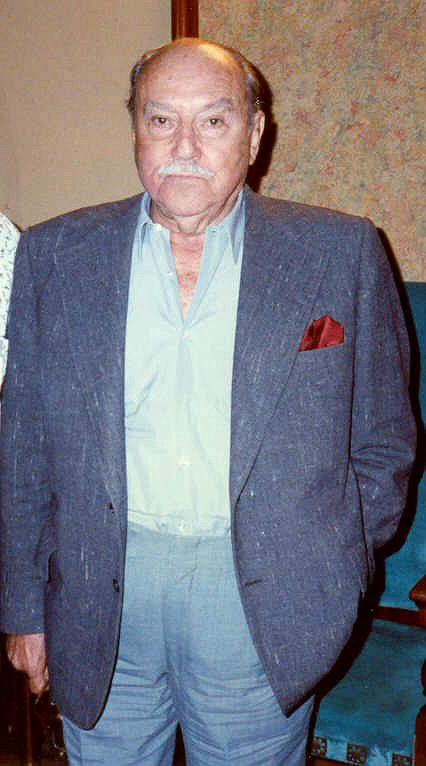

게일 고든(Gale Gordon, 1906년 2월 20일 ~ 1995년 6월 30일)은 미국의 배우, 영화배우, 텔레비전 배우이다.
뉴욕에서 태어났으며 에스콘디도에서 사망하였다. 사인은 폐암이다.

## 영화
- 유령 마을 (1989년) - 월터 세즈닉 역
- 스피드웨이 (1968년)
- 사전트 데드 헤드 (1965년)
- 개구쟁이 데니스 (1959년)
- 프란시스 커버 더 빅 타운 (1953년)
- 왈가닥 루시 (1951년)
- 에이스 드러몬드 (1936년)
- 엘머, 더 그레이트 (1933년) - 라디오 아나운서 역